# 熊本県道41号高森波野線
熊本県道41号高森波野線（くまもとけんどう41ごう たかもりなみのせん）は、熊本県阿蘇郡高森町から阿蘇市に至る県道（主要地方道）である。

## 概要
阿蘇郡高森町大字津留から阿蘇市波野大字小地野に至る。起点は宮崎県との県境にほど近く、また阿蘇市波野地区では大分県との県境に沿うようなルートをとる。

### 路線データ
- 起点：熊本県阿蘇郡高森町大字津留（大分県道・熊本県道・宮崎県道8号竹田五ヶ瀬線交点）
- 終点：熊本県阿蘇市波野大字小地野（小地野交差点、国道57号交点、熊本県道214号小地野永谷線起点）

## 歴史
- 1993年（平成5年）5月11日 - 建設省から、県道高森波野線が高森波野線として主要地方道に指定される[1]。

## 路線状況

### 重複区間
- 熊本県道214号小地野永谷線（阿蘇市波野大字波野 - 阿蘇市波野大字小地野・小地野交差点（終点））

## 地理

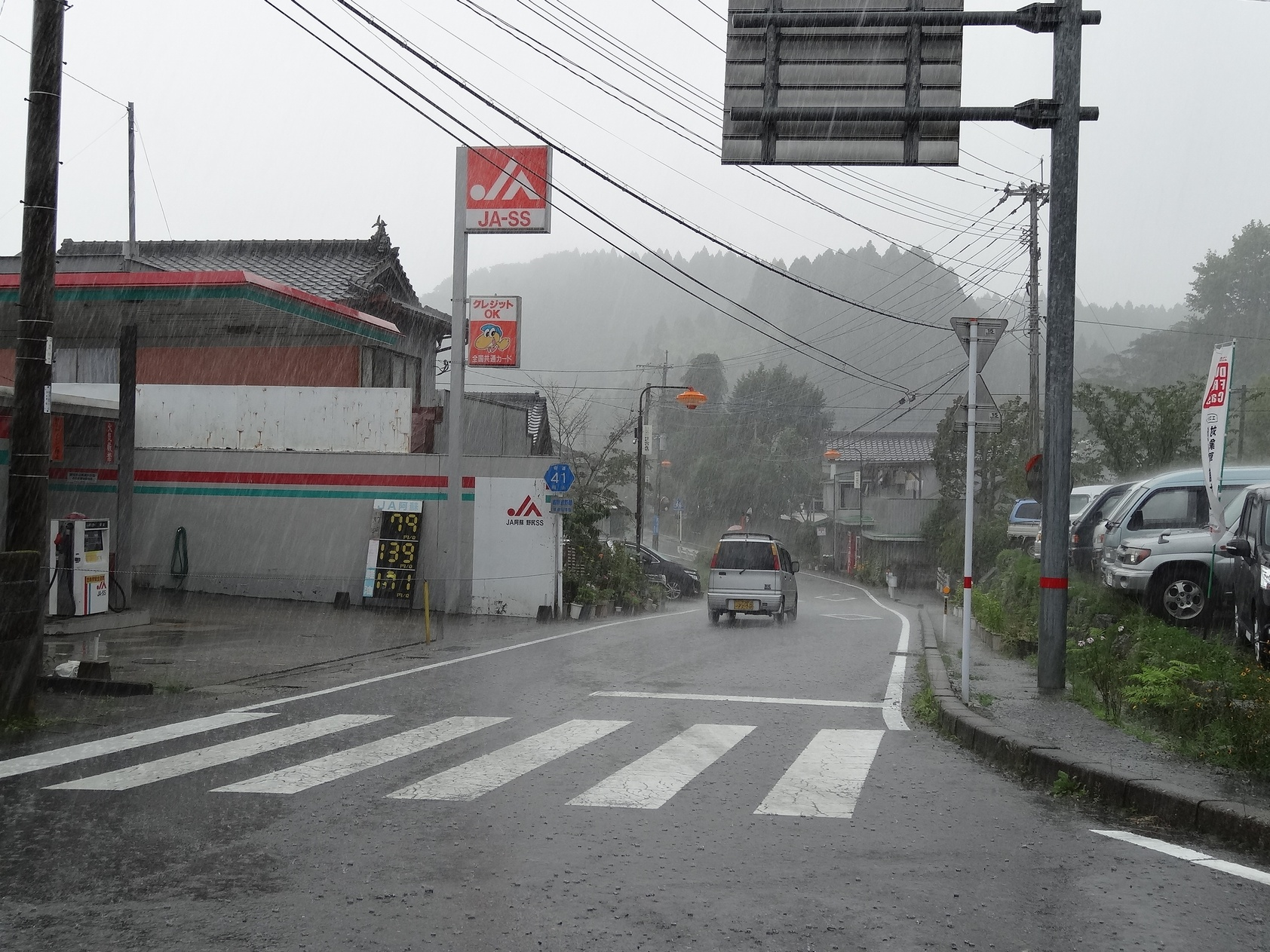
起点（阿蘇郡高森町大字津留）

### 通過する自治体
- 阿蘇郡高森町
- 阿蘇市

### 交差する道路
| 交差する道路                                    | 市町村名 | 市町村名 | 交差する場所   | 交差する場所        |
| ----------------------------------------------- | -------- | -------- | -------------- | ------------------- |
| 大分県道・熊本県道・宮崎県道8号竹田五ヶ瀬線     | 阿蘇郡   | 高森町   | 大字津留       | 起点                |
| 熊本県道217号河原新波野線                       | 阿蘇郡   | 高森町   | 大字河原       |                     |
| 熊本県道・大分県道135号高森竹田線               | 阿蘇郡   | 高森町   | 大字河原       |                     |
| 熊本県道214号小地野永谷線 重複区間起点          | 阿蘇市   | 阿蘇市   | 波野大字波野   |                     |
| 国道57号 熊本県道214号小地野永谷線 重複区間終点 | 阿蘇市   | 阿蘇市   | 波野大字小地野 | 小地野交差点 / 終点 |

### 交差する鉄道
- 豊肥本線

### 沿線
- 高森町役場 野尻出張所
- 荻岳
- 中江神楽殿
- JR九州豊肥本線 滝水駅
- 波野郵便局
- 阿蘇市役所 波野支所